# Persönliches Wissensmanagement
Persönliches Wissensmanagement (englisch personal knowledge management), synonym auch individuelles Wissensmanagement genannt, ist ein Selbstmanagementskonzept, das darauf abzielt, Wissensbestände und Lernprozesse eigenverantwortlich und geschickt zu handhaben.
Im Unterschied zu Wissensmanagement auf organisationaler Ebene geht es beim persönlichen Wissensmanagement nicht um Wissen in einem Team oder in einem Unternehmen, sondern um die Sichtweise eines einzelnen Individuums – unerheblich, ob im beruflichen oder privaten Umfeld.
Persönliches Wissensmanagement integriert Beiträge aus unterschiedlichen Fachgebieten zu übergeordneten Konzepten und Methoden. Eingebunden in diesen Rahmen sind insbesondere Zeitmanagement, Selbstmanagement, Informationsmanagement, Lernpsychologie, Lernstrategie, Stress- und Fehlermanagement, Kompetenzmanagement sowie Networking und Kommunikationsmanagement.

## Bedeutung und Problemstellung
In der Bedeutung des European Guide to Good Practice in Knowledge Management wird persönliches Wissensmanagement definiert als „ein Bündel von Konzepten, Methoden und Instrumenten zur Strukturierung und Ordnung von individuellen Wissensbeständen, welches es den Mitarbeitern ermöglicht, Verantwortung dafür zu übernehmen, was sie wissen und wen sie kennen“. Ausgangspunkt für persönliches Wissensmanagement ist stets die Reflexion der individuellen Denkweisen und Handlungen, um die eigene Effizienz und die der partizipierenden Personen im Lern- und Arbeitsbereich zu verbessern. Medien, Informationen und wissenschaftliche Publikationen nehmen exponentiell zu. Aus der Daten- und Informationsflut erwachsen Probleme in privaten als auch beruflichen Umgebungen. Insbesondere im beruflichen Zusammenhang sind infolge der sinkenden Halbwertszeit des Wissens Fachkompetenzen nicht ausreichend und müssen durch spezielle Schlüsselkompetenzen im Umgang mit Wissensbeständen und Lernprozessen erweitert werden.

## Die Beziehung zu Wissensmanagement auf organisationaler Ebene
Eine notwendige Bedingung für Wissensprozesse auf organisationaler Ebene sind Lernbereitschaft und Kommunikationsfähigkeit der beteiligten Personen, denn auch für Organisationen gilt, dass der „Ort des Wandels“ allein der Mensch sein kann. Persönliches Wissensmanagement steht daher am Ausgangspunkt für organisationales Lernen. Es reicht nicht aus, dass „entweder“ die Personen „oder“ die Organisation, in welcher eine Person agiert, wissensbasiert operieren. Beide Ebenen sind unterschiedliche Blickwinkel auf dasselbe Phänomen eines wechselseitigen Lernprozesses zwischen Personen und Organisationen, individuellen und sozialen Systemen. Diese sind letztlich inhaltlich nicht getrennt, wenngleich methodisch unterschiedliche Herangehensweisen durchaus gerechtfertigt und zweckmäßig sind.

## Themenbereiche und Teildisziplinen
Persönliches Wissensmanagement setzt sich aus unterschiedlichen Komponenten zusammen, wie
1. Persönliche Ziele
2. Persönliche Kompetenzen
3. Lernen
4. Netzwerken und soziale Kompetenz
5. Die Einheit von Körper, Geist und Seele
6. Persönliches Informationsmanagement
7. Hilfsmittel und Methoden

### 1. Persönliche Ziele
Persönliche Ziele und deren Evaluation sind der Ausgangspunkt für persönliches Wissensmanagement. Basierend auf der grundsätzlichen Methodik von Selbstmanagement und Zeitmanagement, die auf das „Management by Objectives“ von Peter Drucker zurückgeht, erfolgt eine Prioritätenreihung oder die Unterscheidung von Dringlichem und Wichtigem in der persönlichen, auf Wissenserwerb gerichteten schöpferischen Auseinandersetzung. Die Differenzierung von langfristigen, strategischen Zielen zur Kompetenzentwicklung gegenüber akuten, operativen Zielen zur unmittelbaren Problemlösung ist aus Sicht des persönlichen Wissensmanagements ebenso zweckmäßig, wie die Unterscheidung von Zielen für klar kalkulierbare Aufgaben zur Effizienzsteigerung einerseits und nicht planbare, kreativ zu entwickelnde Vorgehensweisen für innovative Lösungen andererseits. Ausgangspunkt für die Entwicklung von Zielen ist ein genaues, aufschlussreiches Bild von der gegenwärtigen Realität. Wissensziele sollten in Übereinstimmung mit den persönlichen Lebenszielen stehen, der eigenen „Vision von einem gelungenen Leben“ entsprechen. Durch eine solche Ausrichtung sind Lern- und Wissensziele einfacher zu finden und können täglich „gelebt“ werden. Klarheit über Wissensziele und wahre Interessen verbessert Lernmotivation und Durchhaltevermögen, hilft äußere Widerstände und innere Zweifel zu überwinden.

### 2. Persönliche Kompetenzen
Persönliche Kompetenzen wie beispielsweise Leistungsbereitschaft, Engagement, Motivation, Flexibilität, Kreativität, und Ausdauer umfassen allgemeine Fähigkeiten und Einstellungen, in denen die individuelle Haltung zur Welt und zur Arbeit ausgedrückt wird. Von Bedeutung ist auch die Fähigkeit, sich auf Weniges, dafür Wesentliches zu konzentrieren, um so die Kräfte zu fokussieren und deren Wirksamkeit zu erhöhen. Ein weiterer Managementgrundsatz, der insbesondere auf die langfristige Entwicklung von Wissen und Fähigkeiten ausgerichtet ist, betrifft den Ausbau von bereits vorhandenen Stärken und nicht etwa die Beseitigung von Schwächen. Die Fokussierung auf einige wenige Begabungen unter bewusster Ignoranz von zu vernachlässigbaren Schwächen ist eine Schlüsselqualifikation, um in jedweden Bereichen wirksam und erfolgreich zu sein. Die Fähigkeit, unter Berücksichtigung der eigenen Stärken und Schwächen Selbstlernprozesse zu initiieren, wird als Selbstlernkompetenz bezeichnet. Eine entscheidende Fähigkeit ist außerdem der Umgang mit emotionalen Blockaden, Motivationsproblemen und Stress.

### 3. Lernen
Lernen und Wissen stehen in einem wechselseitigen Verhältnis, entsprechen unterschiedlichen Perspektiven auf dasselbe Phänomen. Wissen beruht auf Lernen, ist das Resultat menschlichen Handelns und Erkennens. Wissen seinerseits schafft neue Denk- und Handlungsmöglichkeiten, beeinflusst so Wahrnehmung und Lernprozesse.
Die Art und Weise, wie neues Wissen entsteht, ist sehr vielfältig. Eingebettet in eine Umwelt aus künstlichen und sozialen Wissensträgern gilt es herauszufinden, wie Wissen effektiv und effizient entstehen oder geteilt werden kann. Die jeweilige Problemstellung und Zielsetzung bedingen die Wahl des geeigneten Wissensträgers. Dem eigentlichen Lernprozess gehen die Identifikation der persönlichen Fähigkeiten und die Zielsetzung voraus. Eine große Bedeutung kommen der Bestimmung des Lerntyps und der Abstimmung von Lernmethoden auf die jeweilige Person und Situation zu. Der Einsatz von Lernstrategien umfasst „jene Verhaltensweisen und Gedanken, die Lernende aktivieren, um ihre Motivation und den Prozess des Wissenserwerbs zu beeinflussen und zu steuern“. Der Fokus dabei wird auf den Prozess, den Vorgang der aktiven und individuellen Wissenskonstruktion gelegt. Lesetechniken dienen dazu, die Art des Lesens den Zielen des Lesers anzupassen und tragen so zu einer optimalen Nutzung unter Minimierung des Aufwandes bei.

### 4. Netzwerken und Sozialkompetenz
Sozialkompetenzen wie beispielsweise Kommunikationsfähigkeit, Netzwerkfähigkeit, Einfühlungsvermögen (Empathie) und Emotionale Intelligenz sind die Grundlage für Wissensaustausch- und Lernprozesse in Beziehung zu Menschen. Gemeinsam mit Prozessen der Informationsaufnahme aus Artefakten wie beispielsweise durch Lesen oder Fernsehen bilden soziale Kontakte den überwiegenden Teil der Wissensumwelt von Personen. Die soziale Wissensumwelt wird im Rahmen des persönlichen Wissensmanagements gezielt eingesetzt, um Prozesse des gemeinsamen Nachdenkens, verbindenden Lernens und Wissensaustauschs zu unterstützen. Persönliches Netzwerken gestaltet den Aufbau von persönlichen Kontakten und die systematische Pflege von Beziehungen. Der Dialog steht im Vordergrund, nicht die Darstellung oder das Organisieren von Informationen. In organisierter Form ermöglichen einerseits Wissensgemeinschaften oder Communities of Practice die lernende Weiterentwicklung von Individuen, andererseits zunehmend auch technisch vermittelte Verfahren wie etwa Blogs, Wikis, Gemeinschaftliches Indexieren, Webforen oder Kollaborative Online-Textbearbeitung in Echtzeit, die als soziale Software bezeichnet werden.
Die Bedeutung unvermittelter, direkter Kommunikation gegenüber technisch vermittelter Informationsübermittlung liegt darin, dass Wissen nur in geringem Ausmaß dem Bewusstsein zugänglich ist und verbalisiert oder in Informationen und Daten übertragen werden kann. Soziale Wissensübermittlung ist zwar eine wenig anerkannte, weil meist unsichtbare Wissensarbeit, die praktischen Erfolge des informellen und beiläufigen Lernens rechtfertigen jedoch den hohen Zeitaufwand für das Aufrechterhalten und Pflegen von persönlichen Kontakten.

### 5. Die Einheit von Körper, Geist und Seele
Körper und Geist bilden eine untrennbare Einheit und die Tatsache, dass viele Tätigkeiten in enger Verbindung mit der geistigen Ebene erfolgen, führt dazu, dass Wissensarbeiter Gefahr laufen, die hohe Intelligenz des Körpers sowie den biologischen Rhythmus, dem sowohl Körper als auch Geist unterworfen sind, zu vernachlässigen. Meditations- und Entspannungstechniken sowie Übungen, die zur Kultivierung von Muße im Sinne von „absichtlichem Nichts-Tun“ beitragen, sind wichtige Methoden, um sowohl auf geistiger als auch auf körperlicher Ebene Energien zu entwickeln, die dann in weiterer Folge das Lernen und Durchführen von zielorientierten Tätigkeiten unterstützen. Das Prinzip der Konzentration auf Weniges ist darauf gerichtet, Aktivitäten zu fokussieren und Medien gezielt und sparsam zu konsumieren (Medienfasten). Informationen sollten überlegt, selektiv und vor allem in angemessener Zeit aufgenommen werden. Der Körper verarbeitet extrem viele Informationen, die unserem Bewusstsein zwar nicht direkt zugänglich sind, jedoch intuitiv Entscheidungen möglich machen, die logisch-argumentativ nur unter großen Unsicherheiten getroffen werden können. Die Schulung der aufmerksamen Wahrnehmung von Signalen des Körpers macht diese vorbegriffliche Intelligenz bewusst und praktisch nutzbar. Im Bemühen um Verkörperungen steckt das Prinzip „Walk the talk“ (Tue das, wovon du sprichst) und meint, dass der Wissende die Lehre „sein“ oder verkörpern sollte und nicht nur über sie sprechen oder theoretisieren.

### 6. Persönliches Informationsmanagement
Informationsflut und mangelhafte Informationsqualität gestalten die Suche, Aufbereitung und Dokumentation von Informationen trotz mannigfacher technologischer Möglichkeiten zumeist schwierig. Ein persönliches Informationsmanagement wendet unter Einsatz von Informations- und Kommunikationstechnologien praktische Vorgehensweisen und Lösungen an, um die Vielzahl an Informationen auf ein sinnvolles Maß einzudämmen, auszuwerten und verfügbar zu halten. Einfache und praktische Strategien für eine individuelle Informationsverarbeitung sind beispielsweise:
- Informationen nicht ziellos sammeln, sondern immer in Hinblick auf Antworten für konkrete Probleme und Hypothesen;
- Informationen verdichten (durch Visualisierung, Stichwörter, Tabellen), bündeln, reduzieren und strukturieren;
- auf kompakte, gut strukturierte Informationen von hoher Verlässlichkeit achten;
- Ordnerstrukturen und -systematiken regelmäßig überdenken;
- Festplatte, Notizen, Bookmarkverzeichnisse regelmäßig aufräumen.

Zahlreiche neue technologische Entwicklungen haben das persönliche Wissensmanagement in den letzten Jahren grundlegend verändert: So erlauben Webanwendungen durch Tagging eine praktikable Mehrfachkategorisierung von Dokumenten und Informationen. Social Bookmarking erlaubt es, sich eigene Referenzstrukturen zu erschaffen und solche auszutauschen. Speicherplatz für Dokumente online erlaubt von jedem Internet-Rechner aus das zentrale Einstellen und Abrufen von Dokumenten unabhängig von der Lebenssituation. Persönliche Wikis verbinden einfach persönliches Content-Management mit persönlichem Dokumentenmanagement. In der Praxis entwickelt sich persönliches Wissensmanagement bis hin zu hochspezialisierten Systemen wie zum Beispiel das visuell orientierte. Auch Weblogs oder soziale Netzwerke wie Facebook stellen häufig verwendete Plattformen für persönliches Content Management und Wissensmanagement dar.

### 7. Hilfsmittel und Methoden
Zu bewährten Methoden, die bei der Organisation eines persönlichen Wissensmanagements verwendet werden können, zählen:
- SQ3R-Methode
- Eisenhower-Methode
- Information-Mapping-Technik
- Mind-Map
- Concept-Map
- iMapping
- Mikroartikel
- Topic Map
- Semantisches Wiki